# Liestal
Liestal  je švicarski grad i općina. Sjedište je kantona Basel-Landschaft.

## Zemljopis
Grad se nalazi u dolini na rubu sjeverozapadnog Jurskog gorja na rijeci Ergolz koja se par kilometara nizvodno ulijeva u Rajnu. Najviši vrh naselja je na 614 m nadmorske visine.

## Povijest
Na prostoru današnjeg Liestala gradi se tijekom 1. stoljeća akvedukt koji će služiti potrebama šest kilometara udaljenog rimskog naselja Augusta Raurica, najstarije rimske kolonije na rijeci Rajni. U svrhu nadzora nad lokalnim putovima tijekom antike gradi se i castrum. U blizini, na lokalitetu Munzach nalazila se i galorimska vila.
Današnje naselje počinje se oblikovati tijekom srednjeg vijeka. Spominje se po prvi put 1225. godine. Pod vlašću obitelji Frohburg tijekom 13. stoljeća naselje će biti utvrđeno i dobit će status grada. Značaj grada počivao je na činjenici da se nalazio na putu koji vodi od alpskih prijevoja do mosta preko Rajne u gradu Baselu.
1305. godine grad je prodan biskupu Kneževske biskupije Basel. Pod pritiskom svojih dugova, biskup prodaje Liestal gradu Baselu.